# Thetis Regio
La Thetis Regio è una formazione geologica della superficie di Venere.
È intitolata alla titanide Teti.